# Erwan Kepoa Falé
Erwan Kepoa Falé est un acteur français, né à Cergy, révélé par le film Le Lycéen en 2022. Il est sélectionné parmi les Révélations des César 2025.

## Biographie

### Jeunesse et formation
Erwan Kepoa Falé grandit à Cergy, en France. Il quitte l'école trois mois avant l'obtention de son baccalauréat et n'a pas suivi de formation académique en art dramatique. Avant de se lancer dans le cinéma, il a exercé diverses professions, notamment barman, décorateur, et a également travaillé dans le milieu de la mode.

### Débuts et percée au cinéma
Sa carrière d'acteur débute à l'âge de 25 ans, de manière fortuite. La réalisatrice Manon Vila, intriguée par son groupe d'amis à Cergy, l'invite à participer à un projet intitulé Akaboum, un documentaire fictionnel. Cette expérience marque le début de son parcours cinématographique
Il se fait remarquer dans Le Lycéen de Christophe Honoré, où il interprète Lilio Rossio. Sa performance attire l'attention et le conduit à collaborer avec des réalisateurs tels qu'Ira Sachs dans Passages (2023) et Caroline Poggi et Jonathan Vinel dans Eat the Night (2024). Erwan Kepoa Falé est sélectionné parmi les Révélations des César 2025.

## Filmographie

### Cinéma
| Année | Titre             | Rôle         | Réalisateur(s)                 | Notes           |
| ----- | ----------------- | ------------ | ------------------------------ | --------------- |
| 2020  | Dustin            | Erwan        | Naïla Guiguet                  | Court-métrage   |
| 2022  | Le Lycéen         | Lilio Rossio | Christophe Honoré              |                 |
| 2023  | Passages          | Amad         | Ira Sachs                      |                 |
| 2024  | Eat the Night     | Night        | Caroline Poggi, Jonathan Vinel |                 |
| 2025  | Carpobrotus       | Yann         | Simon Frenay                   | Post-production |
| 2025  | Adieu monde cruel | À déterminer | À déterminer                   | En tournage     |
| 2025  | Czech Girl        | À déterminer | À déterminer                   | Annoncé         |

## Distinctions
- 2025 : Sélectionné parmi les Révélations des César pour son rôle dans Eat the Night